# Portugees-Turkse Oorlog (1509)
De Portugees-Turkse Oorlog van 1509 was een oorlog tussen koninkrijk Portugal en het Osmaanse Rijk die in de Indische Oceaan werd uitgevochten. Op 2 februari 1509 vernietigde de Portugese onderkoning Francisco de Almeida in de Zeeslag bij Diu een moslimvloot waarna de Portugezen controle verkregen over de specerijenhandel. De Portugezen slaagden er echter niet in om de handel op de Indische Oceaan blijvend te beheersen. Vanuit Atjeh voeren islamitische handelaren rechtstreeks naar de Rode Zee en omzeilden zo de Portugese patrouilles.

## Referentie
- Attila Weiszhár en Balázs Weiszhár: Háborúk lexikona (Lexicon of Wars), 2004, uitgever: Athenaeum, Boedapest